# Carmen Miloglav
Carmen Miloglav (ur. 25 lutego 1991 w Dubrowniku) – chorwacka koszykarka występująca na pozycji rozgrywającej, reprezentantka kraju, od 2020 zawodniczka Ragusy Dubrownik.

## Osiągnięcia
Stan na 28 kwietnia 2024, na podstawie, o ile nie zaznaczono inaczej.

### NCAA
- Wicemistrzyni sezonu regularnego dywizji wschodniej konferencji Sun Belt (2011)

### Drużynowe
- Mistrzyni:
  - Hiszpanii (2017)
  - Chorwacji (2020–2023)[4][5][6]
  - Niemiec (2018)
  - WFBAL (2015)
  - II ligi hiszpańskiej (2019)
- Zdobywczyni:
  - pucharu:
    - Hiszpanii (2017)
    - Chorwacji (2021, 2023)[5][6]
    - Niemiec (2018)

  - Superpucharu Hiszpanii (2016)
- Finalistka Pucharu Chorwacji (2015)[7]

### Indywidualne
(* – oznacza nagrody przyznane przez portal eurobasket.com)
- MVP finałów ligi chorwackiej (2022)*
- Zaliczona do*:
  - I składu:
    - ligi chorwackiej (2015)[7]
    - zawodniczek krajowych ligi chorwackiej (2015, 2022)[7]
    - defensywnego ligi chorwackiej (2015, 2023)[7][6]

  - II składu ligi chorwackiej (2022, 2023)[6]
  - składu honorable mention ligi chorwackiej (2021)[5]
- Liderka w przechwytach ligi chorwackiej (2014 – 3,1, 2023 – 4,4, 2024 – 4,1))[8][6]

### Reprezentacja
Seniorska
- Uczestniczka:
  - mistrzostw Europy (2015 – 12. miejsce)[9]
  - kwalifikacji do Eurobasketu (2015, 2019, 2021, 2023)

Młodzieżowe
- Uczestniczka mistrzostw Europy:
  - U–18 (2008 – 16. miejsce)[10]
  - dywizji B:
    - U–18 (2009 – 11. miejsce)
    - U–16 (2007 – 9. miejsce)